# Complejo de construcción de motores de Perm
Complejo de construcción de motores de Perm es un grupo de empresas en Perm , unidos por la marca común de Perm Motors y llevar a cabo el desarrollo, la producción y el apoyo de aviones y cohetes motores , unidades de turbinas de gas para las centrales de bombear gas, helicópteros cajas de cambio y transmisiones . Las empresas del complejo han desarrollado motores para la mayoría de los aviones rusos, incluidos Tu-204 , Tu-214 , Il-96-300 , Il-76MF.

## Historia

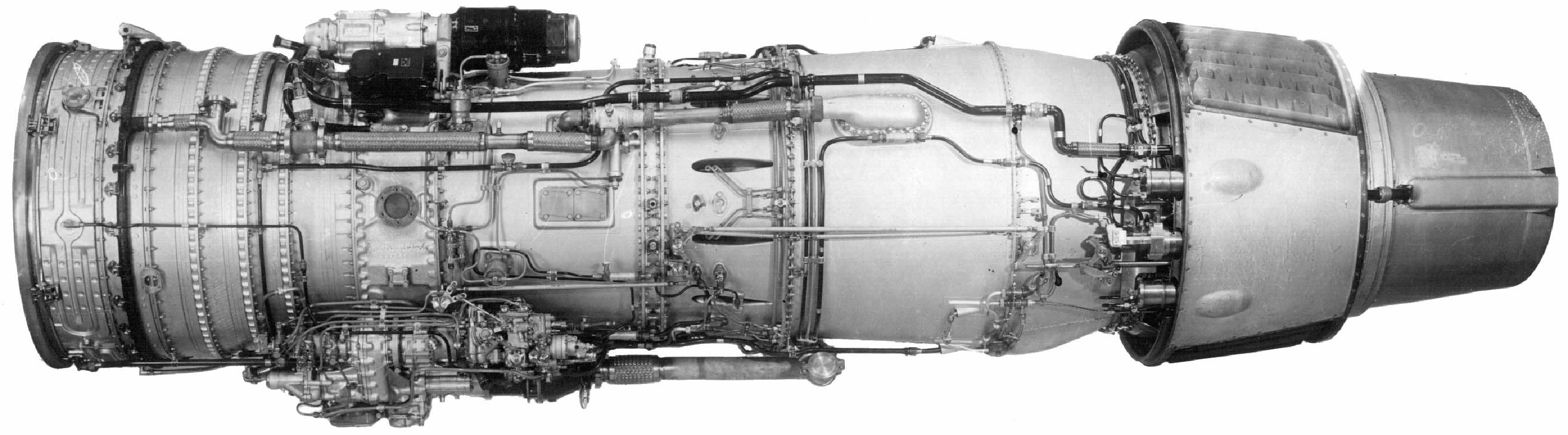
Turborreactor de doble flujo Soloviev D-30

En 1930, a dos kilómetros de Perm, comenzó la construcción de una planta para la producción de motores de aviones. La empresa recibió el número 19 y en 1935 recibió el nombre de Stalin . Inicialmente, la planta planeaba producir el motor M-15 , pero sus características no cumplían con los requisitos especificados. Entonces se decidió introducir en producción un motor estadounidense adquirido bajo licencia, llamado M-25.
En 1934, los primeros 50 motores se ensamblaron en la planta, hasta ahora de piezas estadounidenses. Fue posible dominar completamente la producción del M-25 en 1935. En 1936, los motores de combate Perm fueron reconocidos como los más confiables. Ese mismo año, la planta recibió la Orden de Lenin.
El primer director de la planta fue II Poberezhsky (1934-1938), el diseñador jefe fue A. D. Shvetsov (1934-1953). Durante los primeros cuatro años de la Gran Guerra Patria, la planta produjo más de 30 mil motores para cazas, bombarderos y aviones de ataque. Los motores de aviones Perm han demostrado su eficacia en las batallas, por lo que se decidió cambiar la marca de "M" a "ASh" - "Arkady Shvetsov".
En mayo de 1992, OJSC Perm Motors (PM) se estableció sobre la base de la planta.
En 1997, cuando el PM estaba al borde de la quiebra, se formó OJSC Perm Engine Company (PMZ) sobre la base del PM, mientras que el capital autorizado se distribuyó en las siguientes proporciones: Pratt & Whitney  - 25%, Interros  - 26 %, Motores OJSC Permskie "- 49%. Los inversores de Estados Unidos, junto con los fundadores rusos ( FIG Interros ), reembolsaron los atrasos salariales y modernizaron la producción.

### PD-14

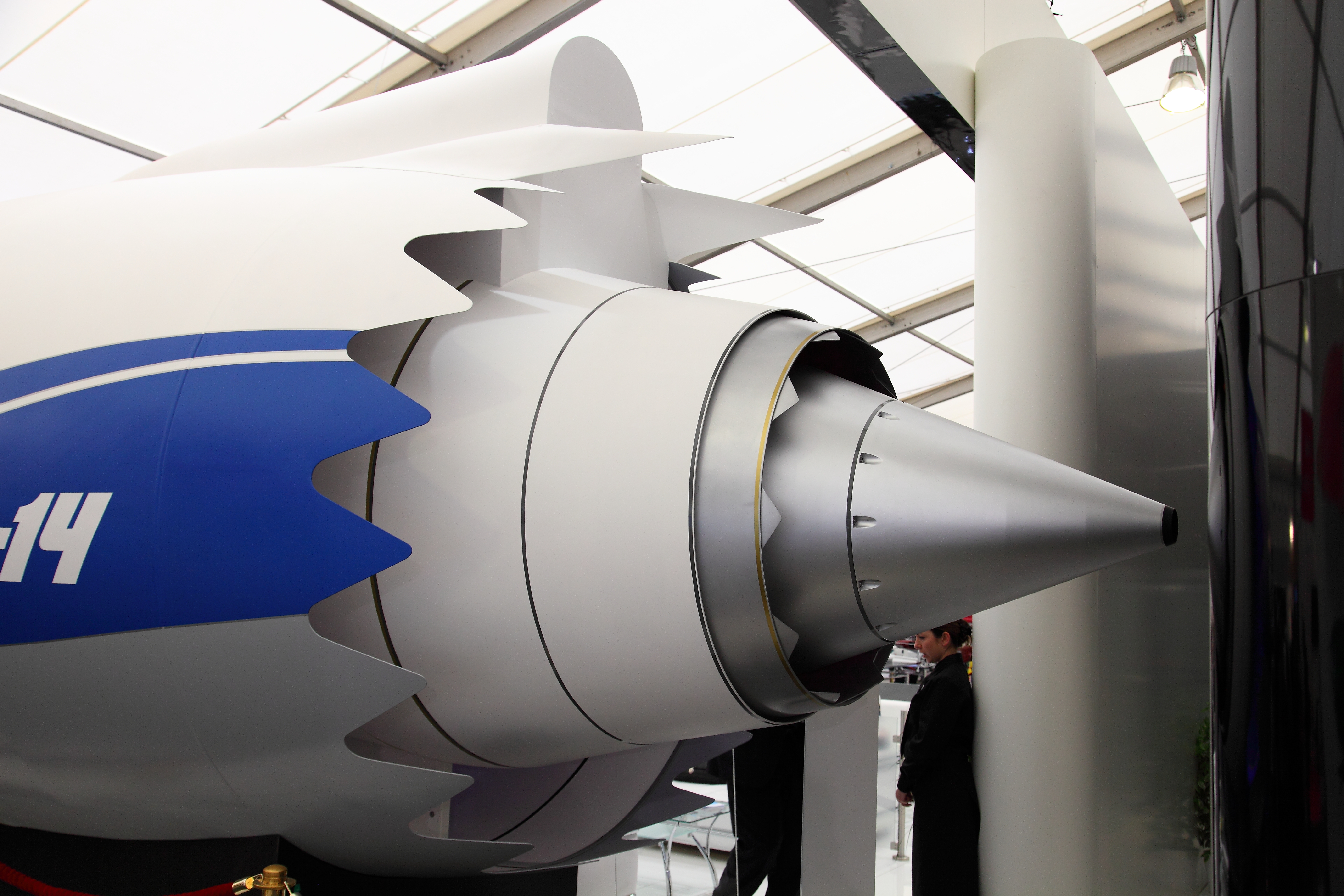
Vista atrás del motor PD-14

En diciembre de 2009, el UEC-Aviadvigatel PD-14 fue desarrollado por Aviadvigatel (Actualmente:UEC-Perm Motors) para ser un 15% más eficiente que su predecesor PS-90A2 para ser instalado en el MS-21 y el Ilyushin Il-276.
Desarrollado a partir del PS-12 (un PS-90A mejorado), el motor de empuje de 122-153 kN (27,500-34,500 lbf) está diseñado por Aviadvigatel y fabricado por Perm Engine Company. El turbofan de dos ejes tiene un núcleo de alta presión del PS-12 con un compresor de ocho etapas y una turbina de dos etapas, y cuatro etapas de baja presión. El motor de alto bypass no emplea un mezclador de escape, el consumo de combustible debe reducirse en un 10-15% del CFM International CFM56 y podría alimentar un Tupolev Tu-204 mejorado.

### PD-35
Lanzado en el verano de 2016 por United Engine Corporation a través de Aviadvigatel y NPO Saturn, el empuje PD-35 de 35 tf (77,000 lbf) se desarrollará hasta 2023 por 180 mil millones de rublos ($ 3 mil millones), incluidos 60 mil millones para bancos de prueba y equipos de laboratorio. para impulsar futuros aviones de fuselaje ancho, incluido el CRAIC CR929 ruso-chino. El motor de 8 m (26 pies) de largo pesará 8 t (18.000 lb), su ventilador tendrá 3,1 m (10 pies) de diámetro y su núcleo PD-14 ampliado tendrá un compresor de alta presión de nueve etapas y dos -Etapa de turbina.
El 19 de enero de 2018, el gobierno ruso otorgó a UEC-Aviadvigatel un contrato de ₽64,3 mil millones ($ 1,13 mil millones) para desarrollar un demostrador PD-35-1 para 2023, que incluye aspas de ventilador compuestas de cuerda ancha y carcasa de ventilador, una presión de compresor de 23: 1 relación, compuestos de matriz cerámica - carburo de silicio-carburo de silicio (SiC-SiC) y carbono-carburo de silicio (C-SiC) - y enfriamiento avanzado para temperaturas de 1450 °C (2640 °F). Podría impulsar el Ilyushin IL-96-400M, el avión de transporte Il-76, el petrolero Il-78 y un reemplazo del Antonov An-124. Una versión reducida cumpliría con los requisitos de empuje del An-124.

## Estructura
El Complejo de construcción de motores de Perm (PMK) incluye las siguientes empresas: 
- JSC " Aircraft Engine " - oficina de diseño - el desarrollador de motores de aviones y unidades de turbinas de gas (GTU) y plantas de energía basadas en ellos;
- JSC " Perm Engine Company " - produce motores de avión y unidades de turbinas de gas desarrollados por JSC "Avidvigatel", realiza su mantenimiento;
- PJSC "Proton - PM" - produce motores de cohetes de la primera etapa para el vehículo de lanzamiento " Proton " y el pequeño GTU "Ural";
- JSC "Cajas de cambios y transmisiones de aviación - PM" ("Reductor - PM") - fabrica cajas de cambios y transmisiones para helicópteros, cajas de cambios para bombeo de gas y centrales eléctricas basadas en turbinas de gas;
- CJSC "Kaskad - PM" - producción de motobloques y unidades para ellos;

Motorservice - PM CJSC - realiza el mantenimiento del servicio de los productos aeronáuticos de las empresas PMK, trabaja en la restauración del motor;
- CJSC "Metallist - PM" - produce piezas en bruto y repuestos, realiza fundición de metales, forja, estampación, trabajo de metales;
- ZAO Instrumentalny Zavod - PM - proporciona a las empresas del complejo instrumentos tecnológicos y de medición especializados;
- JSC "REMOS - PM" - realiza reparaciones, instalación y ajuste de equipos de construcción de maquinaria, fabricación de equipos no estándar;

Perm Motors OJSC administra inversiones financieras a largo plazo en subsidiarias y afiliadas.
- JSC "Energetik - PM" - proporciona a las empresas del complejo energía, gas, agua, transporte especial;
- ZAO Zheleznodorozhnik - PM - proporciona la entrega y el envío de mercancías por ferrocarril, etc.

La gestión general de PMK (con la excepción de OJSC Proton-PM) en 2003-2008 fue realizada por CJSC Management Company Perm Engine-Building Complex, establecido en octubre de 2003.
En la actualidad, PMK está gestionado por United Engine Corporation Management Company LLC y Russian Helicopters JSC, que forman parte de OPK Oboronprom JSC.

## Productos Actuales
- Aviadvigatel PD-12 turboeje, una actualización para el Mi-26, para reemplazar el D-136 ucraniano.
- Aviadvigatel PS-12

AI-20D
- Aviadvigatel PS-30
- Aviadvigatel PD-14 Turbofan, alimentará el UAC MC-21.
- PD-18R turbofan
- Aviadvigatel PD-30
- Perm Motors PS-90 turbofan, motores de las variantes Ilyushin Il-76, Ilyushin Il-96 variantes, Beriev A-50, y Tupolev Tu-204/214 series.

GP-2 (PS-90-GP-2) Gas Turbina
- GPA-5,5 (Taurus 60)
- GTE-25P (PS-90GP-25) basada en el PS-90 y GTA-25 unit GTU-25P Gas Turbina
- GTU-16P se basa en el PS-90A y GTU-12P
- GTU-12P (based on D-30 engine) y otras variantes GTs
- D-30 modernización de la modificación de la variante
- GTU-30P 30 34 MW GTE30, basada en el D-30F6 y PS-90
- GTA-14 14 MW se basa en Titan-130 Solar Turbinas
- GTU-32P (30 40 MW) on basis D-30F6 y MS5002E (GTU32 "Ladoga" construye en la planta San Petersburgo)

GTE180 GTE160 GT100 GTE65 . unit M94yu2
Construyendo y Desarrollando;
- PD-14 (around ± 240 kN)
- PD-28 (around ± 280 kN)
- PD-35 (up to 300/328 kN max 350)

GTUs 30 y 40 MW
Marine GTUs

### Motores de Shvetsov
- Shvetsov ASh-2
- Shvetsov ASh-21
- Shvetsov ASh-62/M-62
- Shvetsov ASh-73
- Shvetsov ASh-82/M-82
- Shvetsov ASh-83
- Shvetsov ASh-84
- Shvetsov M-11
- Shvetsov M-22
- Shvetsov M-25
- Shvetsov M-63
- Shvetsov M-64
- Shvetsov M-70
- Shvetsov M-71
- Shvetsov M-72
- Shvetsov M-80
- Shvetsov M-81

### Motores de Soloviev
- Soloviev D-20 turbofan, alimentó el Tupolev Tu-124.
- Soloviev D-25 turboshaft, alimentó el Mil Mi-6, Mil Mi-10
- Soloviev D-30 (Actualmente: Aviadvigatel PS-30) turbofan, alimentó el Tupolev Tu-134A-3, A-5, y B, Mikoyan-Gurevich MiG-31, Ilyushin Il-62, variantes del Ilyushin Il-76, Beriev A-40 y el Tupolev Tu-154.